# Petite Amazonie de Nantes
Pour les articles homonymes, voir Petite Amazonie.
La Petite Amazonie de Nantes est un espace humide et sauvage situé sur l'ancienne Prairie de Mauves à Nantes, à proximité de la HLM de Malakoff et non loin de la gare de Nantes. La « Petite Amazonie » possède une biodiversité d'une grande richesse pour un site en milieu urbain. Elle est une Zone naturelle d'intérêt écologique, faunistique et floristique et la première zone naturelle urbaine inscrite dans le périmètre Natura 2000, sous le nom de Zone humide de Malakoff.

## Historique

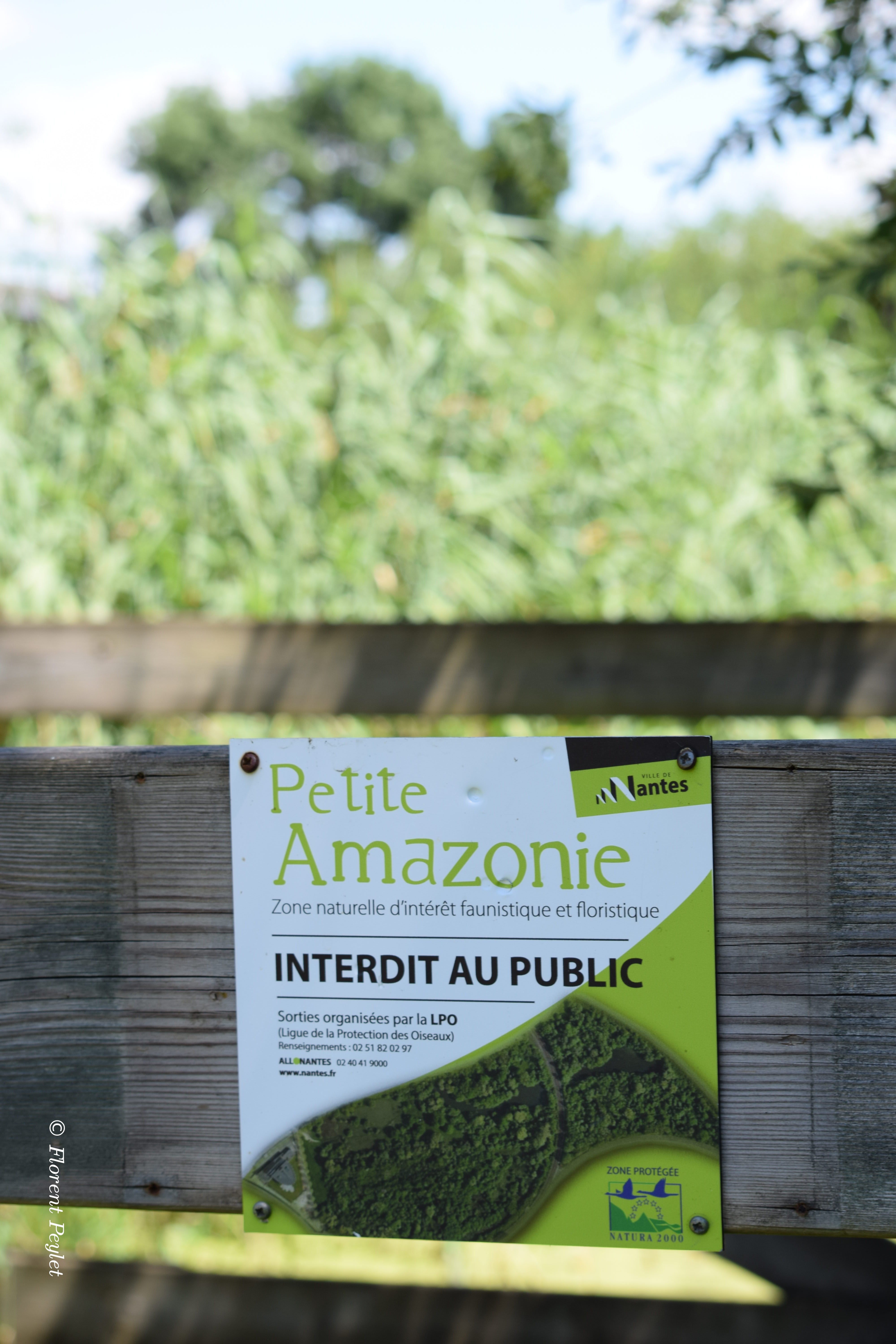
Entrée de la Petite Amazonie

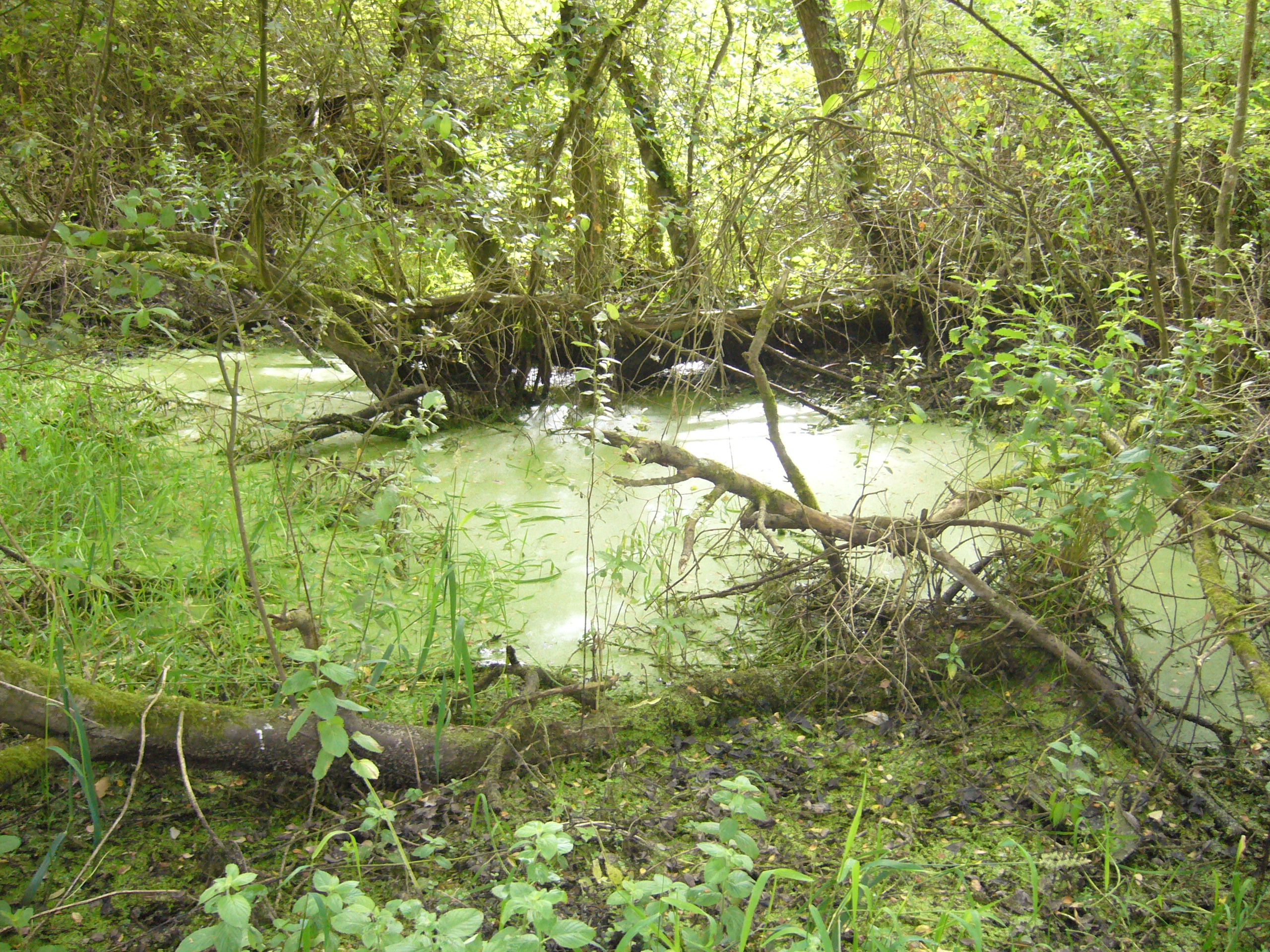
Vue d'un des marécages de la Petite Amazonie nantaise.

Autrefois ce lieu était une prairie inondable appelée « prairie de Mauves » en raison de son orientation vers la commune de Mauves-sur-Loire. Cette prairie était irriguée par l'étier de Mauves qui s'écoulait en amont de la Loire, depuis Sainte-Luce-sur-Loire, vers le canal Saint-Félix (ancien bras de l'Erdre), au niveau du « quai Richebourg » (aujourd'hui allée Commandant-Charcot). Au milieu du XIXe siècle, afin de faciliter la construction de la Gare de Nantes (baptisée alors Gare d'Orléans), la municipalité fait dévier cet étier au sud de celle-ci, faisant du nouveau canal une « gare d'eau ».
Au cours du XIXe siècle, un ensemble de voies ferrées, constituant un nœud de raccordement ferroviaire, se met en place sur cette prairie, isolant du reste de l'activité urbaine de la ville un espace de 17 hectares. Cette zone humide et marécageuse, évolue en espace naturel que seuls les bombardements de la Seconde Guerre mondiale vont troubler et laisser des impacts au sol (cratères d'obus), encore visibles de nos jours, mais gorgés d'eau par les marécages environnants et recouverts par une végétation luxuriante mais typique des bords de Loire formés notamment de saules blancs et roux.
Entre 1967 et 1971, la zone longeant la Loire devient le quartier Malakoff. Des tours et autres barres d'immeubles, surnommées « bananes », sont édifiées. Les cratères de zone urbanisée sont rebouchés et l'étier de mauves cesse d'être raccordé à la Loire et au canal Saint-Félix. En parallèle, l'arrivée d'une voie rapide pénétrante, réduit encore cet espace naturel.
Cette zone délaissée a reçu pendant un temps des remblais et empierrements, dans le cadre d'un éventuel prolongement de l'actuel boulevard de la Prairie-de-Mauves vers le quartier de la gare-SNCF sud, une déclaration d'utilité publique ayant été publiée dans ce sens au début des années 1990. La Ligue pour la protection des oiseaux (LPO) milite alors pour la sauvegarde du secteur et obtient gain de cause puisque le marais est classé en zone naturelle d'intérêt écologique, faunistique et floristique (Znieff) en 1993. Depuis cette époque, les Ormes et les chênes ont également prospéré.

## Classement en zoneNatura 2000

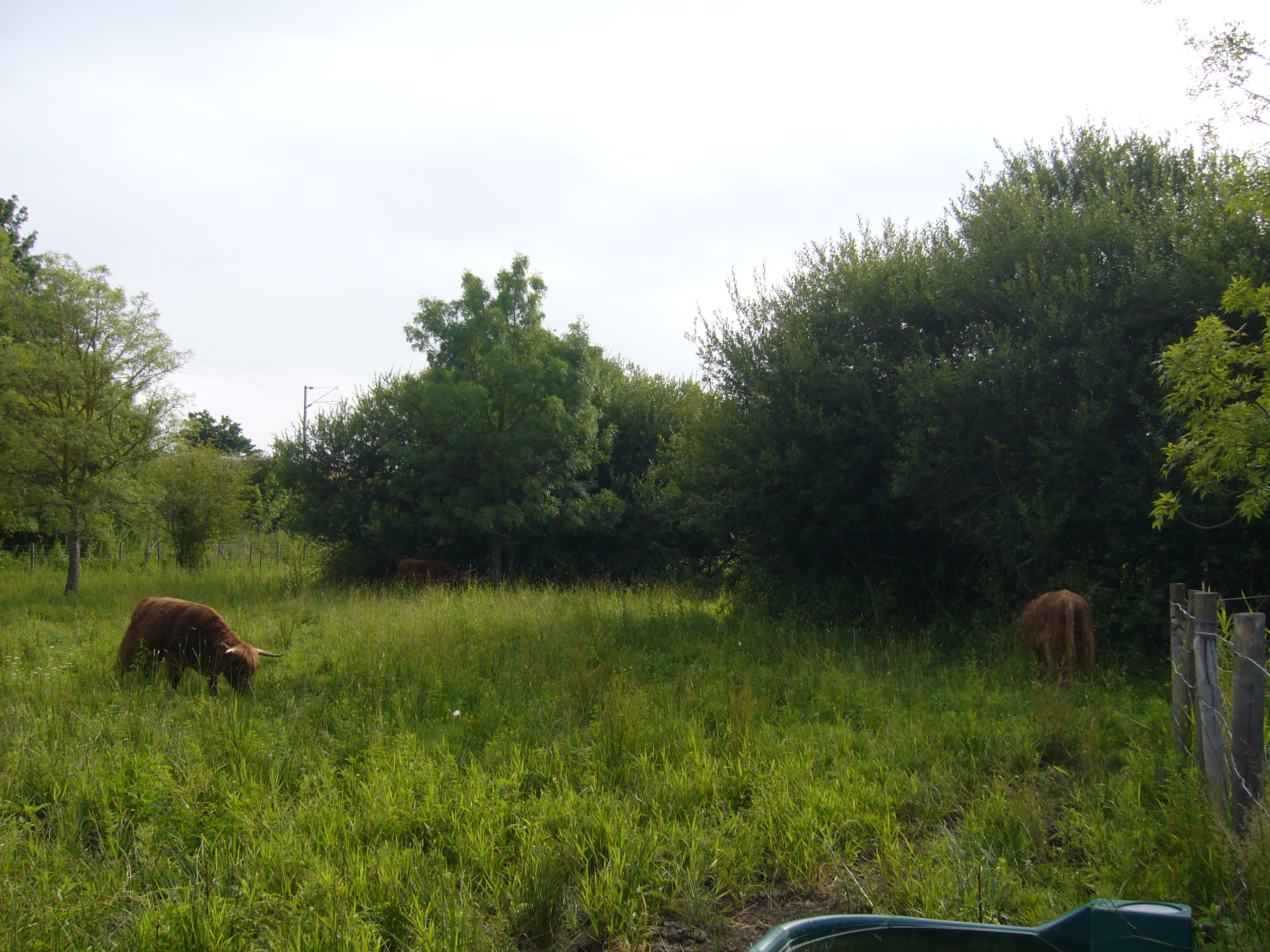
Vaches de race highland pâturant et en arrière-plan les voies ferrées surélevées ceinturant la Petite Amazonie nantaise.

Pour la richesse de sa flore et de sa faune, le territoire urbain de la "Petite Amazonie" a été inscrit au programme Natura 2000. 
De nombreuses espèces rares s’y sont installées naturellement : 
- les oiseaux : des colverts, des martins-pêcheurs, des poules d’eau, des hérons cendrés, des migrateurs comme le héron bihoreau.
- les mammifères : ragondins, renards, chevreuils, chats sauvages.
- les amphibiens : tritons palmés et grenouilles vertes.
- les reptiles : lézards des murailles et couleuvres à collier.
- les poissons : seule l'anguille demeure encore présente dans l'ancien étier de mauves.
- les insectes : 
  - les odonates : le sympétrum strié et l’agrion élégant ;
  - les orthoptères : Le criquet noir, le grillon d’Italie, la mante religieuse, la grande sauterelle verte.
- la flore : ormes, chênes, saules blancs et saules cendrés, frênes, angéliques des estuaires, lauriers-sauces, joncs…

La "Petite Amazonie" est interdite au public. Ce domaine est davantage protégé des intrus par son milieu marécageux que par les clôtures qui l'entourent. Des visites guidées, limitées à des petits groupes d'une quinzaine de personnes au maximum, sont organisées de mai à octobre par la Ligue pour la protection des oiseaux.
Quelques vaches de race highland sont placées dix mois par an dans les prés pour assurer un désherbage naturel et entretenir le site.

## Sources
- « À Nantes, la Petite Amazonie marque son territoire », Nicolas de la Casinière, Libération, 11 novembre 2006.
- « Un marais au cœur de Nantes ! », Denis Roux, Le Point, 13 décembre 2002.